# 真州 (羁縻州)
真州，中国唐朝时设置的羁縻州，在今越南富寿省富寿。
唐德宗贞元七年（791年）分羁縻登州设置真州，安置内附的乌蛮爨氏部落，属峰州都督府。治所在今越南富寿省富寿。唐懿宗咸通元年（860年）被南诏占领。咸通七年（866年）唐朝收复，归属安南都护府。